# Перуанский президентский референдум (1865)
Референдум о том, чтобы Мариано Игнасио Прадо стал временным президентом, прошёл в Перу 28 ноября 1865 года. Прадо пришёл к власти в апреле 1865 года после военного переворота против президента Хуана Антонио Песета.
После того, как его позиция была одобрена на референдуме, 28 июля 1866 года он назначил выборы в Конституционный совет. Совет впервые собрался 15 февраля 1867 года, а 19 августа вступила в силу новая конституция. Однако Прадо покинул страну 8 января 1868 года после беспорядков, а на следующий день Конгресс отменил новую конституцию.